# Balthazar (série télévisée)
Pour les articles homonymes, voir Balthazar.
Balthazar est une série télévisée franco-belge créée par Clothilde Jamin et Clélia Constantine, diffusée depuis le 20 novembre 2018 sur La Une.
En France, elle est diffusée du 6 décembre 2018 au 23 février 2023 sur TF1 et, au Québec, depuis le 7 janvier 2021 sur MAX.
Elle est une coproduction de Beaubourg Stories, Beaubourg Audiovisuel, TF1, Be-FILMS et la RTBF (télévision belge),.

## Synopsis
Raphaël Balthazar est le médecin légiste le plus doué de sa génération : il sait faire parler les morts comme personne. Il fascine autant qu'il exaspère, car il se moque des normes et des conventions. Il devient le coéquipier de la capitaine de police Hélène Bach, récemment arrivée à la brigade criminelle, aux côtés de qui il est confronté aux enquêtes meurtrières les plus complexes.
Mais Balthazar est hanté par l'assassinat sanglant de sa femme, Lise, survenu 12 ans plus tôt, donc en 2005. Il doit composer avec cette blessure constante pour rester impliqué dans les enquêtes qu'il mène avec Hélène. Pendant les trois premières saisons, les deux protagonistes sont constamment attirés l'un par l'autre. Hélène apprend que son mari la trompe et se rapproche de Balthazar, alors que ce dernier vient de rencontrer Maya, une voisine de son immeuble.

## Distribution

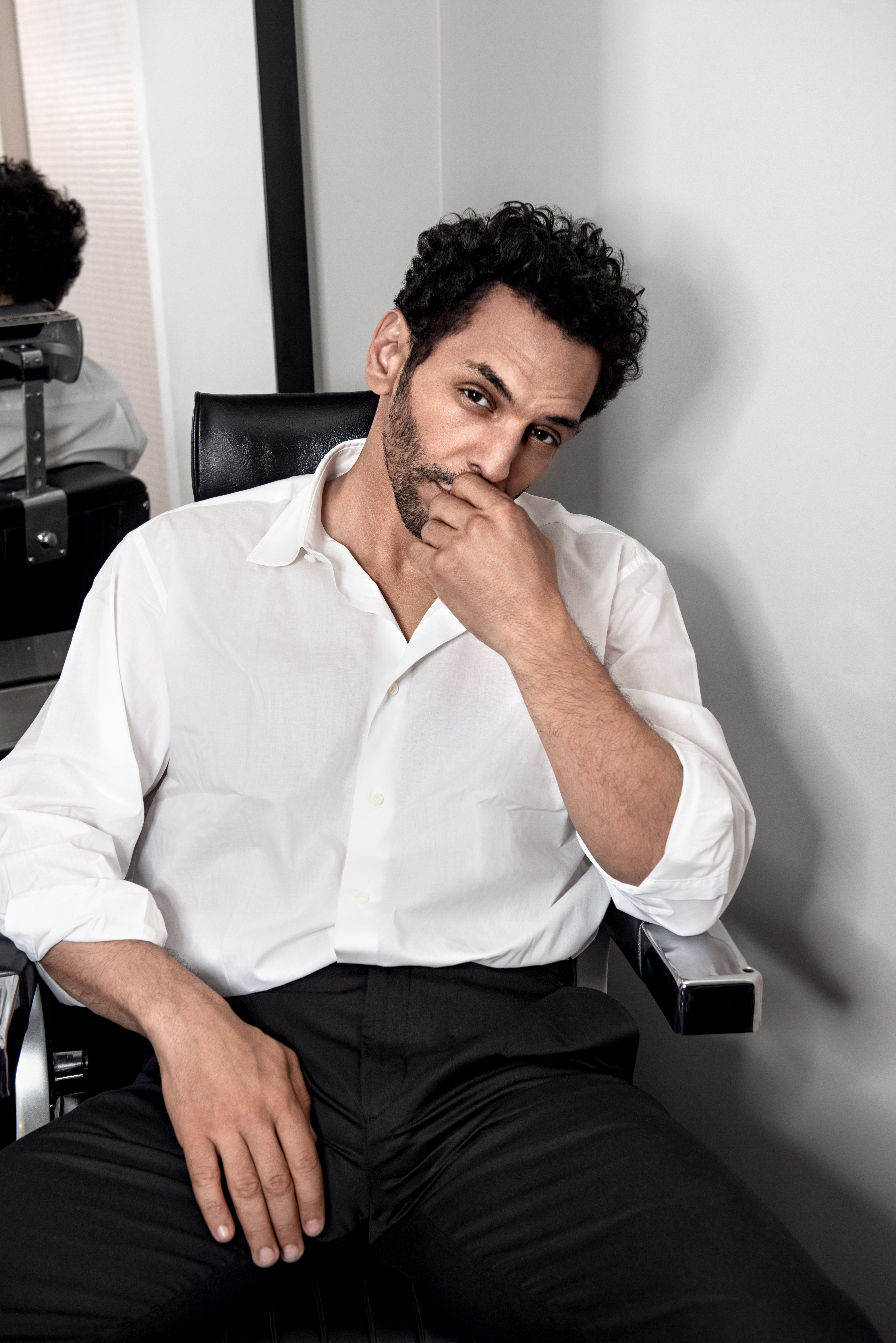
Tomer Sisley, l'interprète du rôle-titre

### Acteurs principaux

#### Institut médico-légal
- Tomer Sisley : le Dr Raphaël Balthazar
- Philypa Phoenix : la Dr Fatim Saghi
- Côme Levin : le Dr Eddy Drouhot
- Caterina Murino : la Dr Olivia Vésinet, nouvelle directrice de l'IML (saisons 4 et 5)

#### OPJ
- Hélène de Fougerolles : la capitaine Hélène Bach (saisons 1 à 3)
- Yannig Samot : le lieutenant Jérôme Delgado
- Constance Labbé : la capitaine Camille Costes (saisons 4 et 5)

#### Proches de Raphaël Balthazar
- Pauline Cheviller : Lise Castel (1973-2005), ex-compagne de Balthazar, assassinée par un tueur en série
- Leslie Medina : Maya Deval
- Olivier Sitruk : Alexandre Alta, le frère de Balthazar  (saisons 4 et 5)
- Hugo Bardin : Paloma, amie de Balthazar (saison 5)
- Lise Lomi : Alice Balthazar, fille de Raphaël (saison 5, épisode 6)[7]

#### Proches d’Hélène Bach
- Aliocha Itovich : Antoine Bach, mari d'Hélène (saisons 1 à 3)
- Gabriel Caballero : Hugo Bach, fils d'Hélène (saisons 1 à 3)
- Aminthe Audiard : Manon Bach, fille d'Hélène (saisons 1 à 3)

### Acteurs invités
- Thom Lefevre : Martin Lopez (saison 3, épisode 4)
- Fabien Giameluca : le client d'une table de poker au casino (saison 3, épisode 2)
- Fred Saurel : Margueritte (saison 1, épisode 1 et saison 2, épisodes 7 et 10)
- Françoise Cadol : Liliane Bonato (saison 2, épisode 7)
- Éric Berger : Marc Laborie (saison 2)
- Mark Grosy : Éric Favier (saison 2)
- Serge Dupuy : Hervé Keller (saison 2)
- Éric Savin : le commandant NRBC (saison 2)
- Caroline Bourg : Charlotte Courtin (saison 2)
- Léa Biron : Lola Brunelle (saison 2)
- Marilyne Canto : la présidente de la Cour (saison 2)
- Yoann Denaive : Benoit Langlard (saison 2)
- Pierre Nisse : Maxime Van Delpen (saison 2)
- Franck Adrien : Gaëtan Aubry (saison 2)
- Roméo Sarfati : Marc Dubois
- Franck Capillery : Jean-Paul Giraud
- Christine Citti : Sabrina Giraud
- Jacques Bouanich : Pierre Lefevre
- Oscar Copp : Guillaume Bartez
- Anaïs Parello : Clémence Chabert
- Antoine Michel : M. Tissandier
- Carole Bianic : Diane Courtillet
- Michaël Erpelding : Robert Sarlat
- Luc Antoni : le Dr Moreira

## Production

### Développement
TF1 a tout d'abord commandé un pilote de deux épisodes, avant de prolonger la saison avec quatre épisodes supplémentaires.
Le 21 décembre 2018, TF1 confirme que la série est renouvelée pour une deuxième saison[source secondaire souhaitée].
Le 28 novembre 2019, TF1 confirme que la série est renouvelée pour une troisième saison.
Le 17 décembre 2020, TF1 confirme que la série est renouvelée pour une quatrième saison.
Le 18 décembre 2020, Hélène de Fougerolles annonce sur les réseaux sociaux qu'elle quitte la série. Dans une interview accordée à Télé-Loisirs en février 2021, elle explique que son départ de la série n’est pas vraiment son choix. En effet, les scénaristes et producteurs voulaient « recommencer à écrire, car dès lors que les deux personnages principaux étaient ensemble, cela avait moins d’intérêt », expliquait-t-elle, avant de poursuivre : « Il y avait une idée de renouvellement, et comme cela s’appelle Balthazar, s’il y en avait un qui devait être renouvelé, c’était plus Tomer, que moi ! »
Le 21 février 2022, TF1 confirme que la série est renouvelée pour une cinquième saison, qui sera la dernière,.

### Tournage
Le tournage de la deuxième saison débute le 18 février 2019[source secondaire souhaitée] : Tomer Sisley réalise le cinquième épisode.

### Fiche technique
Sauf indication contraire, les informations mentionnées dans cette section peuvent être confirmées par la base de données cinématographiques Allociné,  présente dans la section « Liens externes ».
- Titre original : Balthazar
- Création : Clothilde Jamin, Clélia Constantine
- Réalisation : Frédéric Berthe ;  Vincent Jamain et Coline Béal (saison 5)[4]
- Scénario, adaptation et dialogues : Marion Carnel, Clothilde Jamin, Clélia Constantine, Chloé Glachant et Nicolas Clément
- Musique : Alexandre Fortuit
- Décors : Julie Sfez
- Costumes : Sarah de Hita
- Photographie : Pierre Baboin et William Watterlot
- Son : Joseph Delâage, David Rit
- Montage : Gaétan Boussand, Aïn Varet, Mathieu Molinaro
- Sociétés de production : Beaubourg Audiovisuel et Beaubourg Stories ; TF1 Production, Be-FILMS, RTBF[3],[4] (coproduction)
- Société de distribution : TF1 Distribution
- Pays de production :  France /  Belgique
- Langue originale : français
- Genre : thriller policier, comédie policière
- Durée : 52 minutes
- Public :  Déconseillé aux moins de 10 ans /  Déconseillé aux moins de 12 ans

## Épisodes

### Première saison (2018)
La première saison est composée de six épisodes.
1. De chair et de sang
2. Arrêt de mort
3. À corps perdu
4. Les Âmes sœurs
5. La Vie en miettes
6. Les Disparues

### Deuxième saison (2019)
La série est renouvelée pour une deuxième saison de dix épisodes.
1. Marche funèbre
2. Dernière Demeure
3. Sang froid
4. Mauvaise rencontre
5. Face à la mort
6. La Dette
7. Tableau de chasse
8. Permis de tuer
9. La Loi du plus fort
10. Délirium

### Troisième saison (2020)
La série est renouvelée pour une troisième saison de six épisodes. Finalement, la saison comptera deux épisodes de plus, portant le total à huit.
1. Paradis perdu
2. Vendredi treize
3. Dos au mur
4. Contre tous
5. Un autre monde
6. L'Enfant
7. À la folie
8. Noces rouges

### Quatrième saison (2022)
Forte de ses audiences de la troisième saison, la série est renouvelée pour une quatrième saison.
La diffusion de la quatrième saison devait commencer par la Belgique le 9 novembre 2021 sur la RTBF, puis par la Suisse le 12 novembre 2021 sur RTS Un. TF1 ayant décidé de repousser la diffusion en France à 2022, la Belgique et la Suisse ont fait de même. La Belgique a débuté la diffusion le 10 février 2022 (épisode final le 3 mars 2022), suivie par la Suisse le 8 mars 2022. Quant à la France, elle débute la diffusion le 10 mars 2022.
1. En plein vol
2. Puzzle
3. En apparence
4. Nature morte
5. Dernier Recours
6. Éros et Thanatos
7. Souviens-toi
8. Si ce n'est toi

### Cinquième saison (2023)
Avant même la fin de la quatrième saison, TF1 avait renouvelé la série pour une cinquième saison. Le tournage a commencé le 15 mars 2022, selon les dires de Constance Labbé.
Lors de son passage dans l'émission 50 minutes inside le 19 février 2022, l’acteur principal Tomer Sisley annonçait que cette saison serait la dernière en déclarant : « On ne devrait pas tarder à attaquer le tournage de la cinquième et dernière saison de Balthazar. » Cependant, quelques jours plus tard, l’acteur revient sur ses propos en déclarant au micro de Sud Radio : « On ne sait pas encore si ce sera la dernière. Peut-être qu'il y aura une sixième saison, on ne sait pas... On ne sait pas quand ça va s'arrêter. Surtout, on s'applique pour essayer de se renouveler. »
Finalement, le 4 décembre 2022, TF1 confirme l'arrêt de la série à l'issue de la cinquième saison, en dévoilant une première bande annonce de cette nouvelle salve, précisant que c'est « l'ultime saison ». La diffusion commence en Suisse le 17 janvier 2023, suivie par la Belgique et la France le 19 janvier 2023, avec 6 nouveaux épisodes.
1. Marionnettes
2. Sous influence
3. La Bombe humaine
4. La vérité est ailleurs
5. Famille parfaite
6. Game over

## Diffusion
| Saison | Nombre d'épisodes | Horaire         | Diffusion        | Diffusion        |
| Saison | Nombre d'épisodes | Horaire         | Début de saison  | Fin de saison    |
| ------ | ----------------- | --------------- | ---------------- | ---------------- |
| 1      | 6                 | Jeudi à 21 h 10 | 6 décembre 2018  | 20 décembre 2018 |
| 2      | 10                | Jeudi à 21 h 10 | 21 novembre 2019 | 19 décembre 2019 |
| 3      | 8                 | Jeudi à 21 h 10 | 12 novembre 2020 | 17 décembre 2020 |
| 4      | 8                 | Jeudi à 21 h 10 | 10 mars 2022     | 14 avril 2022    |
| 5      | 6                 | Jeudi à 21 h 10 | 19 janvier 2023  | 23 février 2023  |

## Accueil

### Audiences

#### En France
En France, la série est diffusée le jeudi vers 21 h 10 sur TF1, depuis le  6 décembre 2018.

#### Saison 1 (2018)
| Épisode              | Diffusion              | Diffusion            | Audience moyenne          | Audience moyenne                       | Audience moyenne         | Audience moyenne | Réf.   |
| Épisode              | Jour                   | Horaire              | Nombre de téléspectateurs | Part de marché (sur les 4 ans et plus) | Part de marché (FRDA-50) | Classement       | Réf.   |
| -------------------- | ---------------------- | -------------------- | ------------------------- | -------------------------------------- | ------------------------ | ---------------- | ------ |
| 1                    | Jeudi 6 décembre 2018  | 21:05 - 22:05        | 6 610 000                 | 28 %                                   | 24,6 %                   | 1er              | [ 21 ] |
| 2                    | Jeudi 6 décembre 2018  | 22:05 - 23:15        | 5 500 000                 | 29,9 %                                 | 24,6 %                   | 1er              | [ 21 ] |
| 3                    | Jeudi 13 décembre 2018 | 21:05 - 22:05        | 6 540 000                 | 27,4 %                                 | 26,9 %                   | 1er              | [ 22 ] |
| 4                    | Jeudi 13 décembre 2018 | 22:05 - 23:15        | 5 670 000                 | 29,6 %                                 | 26,9 %                   | 1er              | [ 22 ] |
| 5                    | Jeudi 20 décembre 2018 | 21:05 - 22:05        | 6 460 000                 | 27,2 %                                 | 29 %                     | 1er              | [ 23 ] |
| 6                    | Jeudi 20 décembre 2018 | 22:05 - 23:15        | 5 580 000                 | 31,1 %                                 | 29 %                     | 1er              | [ 23 ] |
|                      |                        |                      |                           |                                        |                          |                  |        |
| Moyenne de la saison | Moyenne de la saison   | Moyenne de la saison | 6 060 000                 | 28,9 %                                 | 27 %                     | 1er              |        |

#### Saison 2 (2019)
| Épisode              | Diffusion              | Diffusion            | Audience moyenne          | Audience moyenne                       | Audience moyenne         | Audience moyenne | Réf.   |
| Épisode              | Jour                   | Horaire              | Nombre de téléspectateurs | Part de marché (sur les 4 ans et plus) | Part de marché (FRDA-50) | Classement       | Réf.   |
| -------------------- | ---------------------- | -------------------- | ------------------------- | -------------------------------------- | ------------------------ | ---------------- | ------ |
| 1                    | Jeudi 21 novembre 2019 | 21:05 - 22:05        | 6 420 000                 | 29,2 %                                 | 28,8 %                   | 1er              | [ 24 ] |
| 2                    | Jeudi 21 novembre 2019 | 22:05 - 23:15        | 5 330 000                 | 30,3 %                                 | 28,8 %                   | 1er              | [ 24 ] |
| 3                    | Jeudi 28 novembre 2019 | 21:05 - 22:05        | 6 230 000                 | 27,8 %                                 | 25,7 %                   | 1er              | [ 25 ] |
| 4                    | Jeudi 28 novembre 2019 | 22:05 - 23:15        | 4 950 000                 | 27,1 %                                 | 25,7 %                   | 1er              | [ 25 ] |
| 5                    | Jeudi 5 décembre 2019  | 21:05 - 22:05        | 6 700 000                 | 29,2 %                                 | 28 %                     | 1er              | [ 26 ] |
| 6                    | Jeudi 5 décembre 2019  | 22:05 - 23:15        | 5 480 000                 | 29,9 %                                 | 28 %                     | 1er              | [ 26 ] |
| 7                    | Jeudi 12 décembre 2019 | 21:05 - 22:05        | 6 430 000                 | 27,8 %                                 | 27,4 %                   | 1er              | [ 27 ] |
| 8                    | Jeudi 12 décembre 2019 | 22:05 - 23:15        | 5 570 000                 | 28,9 %                                 | 27,4 %                   | 1er              | [ 27 ] |
| 9                    | Jeudi 19 décembre 2019 | 21:05 - 22:05        | 6 540 000                 | 29,2 %                                 | 29,7 %                   | 1er              | [ 28 ] |
| 10                   | Jeudi 19 décembre 2019 | 22:05 - 23:15        | 5 440 000                 | 28,7 %                                 | 29,7 %                   | 1er              | [ 28 ] |
|                      |                        |                      |                           |                                        |                          |                  |        |
| Moyenne de la saison | Moyenne de la saison   | Moyenne de la saison | 5 910 000                 | 28,8 %                                 | 27,9 %                   | 1er              | [ 29 ] |

#### Saison 3 (2020)
| Épisode              | Diffusion              | Diffusion            | Audience moyenne          | Audience moyenne                       | Audience moyenne         | Audience moyenne | Réf.   |
| Épisode              | Jour                   | Horaire              | Nombre de téléspectateurs | Part de marché (sur les 4 ans et plus) | Part de marché (FRDA-50) | Classement       | Réf.   |
| -------------------- | ---------------------- | -------------------- | ------------------------- | -------------------------------------- | ------------------------ | ---------------- | ------ |
| 1                    | Jeudi 12 novembre 2020 | 21:05 - 22:05        | 7 370 000                 | 30 %                                   | 29,3 %                   | 1er              | [ 30 ] |
| 2                    | Jeudi 12 novembre 2020 | 22:05 - 23:15        | 5 920 000                 | 30 %                                   | 29,3 %                   | 1er              | [ 30 ] |
| 3                    | Jeudi 19 novembre 2020 | 21:05 - 22:05        | 6 690 000                 | 27,7 %                                 | 28 %                     | 1er              | [ 31 ] |
| 4                    | Jeudi 19 novembre 2020 | 22:05 - 23:15        | 5 130 000                 | 29 %                                   | 28 %                     | 1er              | [ 31 ] |
| 5                    | Jeudi 26 novembre 2020 | 21:05 - 22:05        | 6 550 000                 | 27,6 %                                 | 27,1 %                   | 1er              | [ 32 ] |
| 6                    | Jeudi 3 décembre 2020  | 21:05 - 22:05        | 6 440 000                 | 26,7 %                                 | 24,9 %                   | 1er              | [ 33 ] |
| 7                    | Jeudi 10 décembre 2020 | 21:05 - 22:05        | 6 640 000                 | 27 %                                   | 28 %                     | 1er              | [ 34 ] |
| 8                    | Jeudi 17 décembre 2020 | 21:05 - 22:05        | 7 070 000                 | 29,4 %                                 | 30,1 %                   | 1er              | [ 35 ] |
|                      |                        |                      |                           |                                        |                          |                  |        |
| Moyenne de la saison | Moyenne de la saison   | Moyenne de la saison | 6 480 000                 | 28,4 %                                 | 27,9 %                   | 1er              | [ 29 ] |

#### Saison 4 (2022)
| Épisode              | Diffusion            | Diffusion            | Audience moyenne          | Audience moyenne                       | Audience moyenne         | Audience moyenne | Réf.   |
| Épisode              | Jour                 | Horaire              | Nombre de téléspectateurs | Part de marché (sur les 4 ans et plus) | Part de marché (FRDA-50) | Classement       | Réf.   |
| -------------------- | -------------------- | -------------------- | ------------------------- | -------------------------------------- | ------------------------ | ---------------- | ------ |
| 1                    | Jeudi 10 mars 2022   | 21:10 - 22:15        | 5 960 000                 | 27 %                                   | 24,7 %                   | 1er              | [ 36 ] |
| 2                    | Jeudi 10 mars 2022   | 22:15 - 23:20        | 4 770 000                 | 27,2 %                                 | 24,7 %                   | 1er              | [ 36 ] |
| 3                    | Jeudi 17 mars 2022   | 21:10 - 22:15        | 5 570 000                 | 25,9 %                                 | 25,3 %                   | 1er              | [ 37 ] |
| 4                    | Jeudi 17 mars 2022   | 22:15 - 23:20        | 4 610 000                 | 27,4 %                                 | 25,3 %                   | 1er              | [ 37 ] |
| 5                    | Jeudi 24 mars 2022   | 21:10 - 22:15        | 5 920 000                 | 27,9 %                                 | 24,9 %                   | 1er              | [ 38 ] |
| 6                    | Jeudi 31 mars 2022   | 21:10 - 22:15        | 5 910 000                 | 27,3 %                                 | 25 %                     | 1er              | [ 39 ] |
| 7                    | Jeudi 7 avril 2022   | 21:10 - 22:15        | 5 670 000                 | 25,4 %                                 | 24,1 %                   | 1er              | [ 40 ] |
| 8                    | Jeudi 14 avril 2022  | 21:10 - 22:15        | 5 760 000                 | 26,3 %                                 | 25,8 %                   | 1er              | [ 41 ] |
|                      |                      |                      |                           |                                        |                          |                  |        |
| Moyenne de la saison | Moyenne de la saison | Moyenne de la saison | 5 520 000                 | 26,8 %                                 | 25 %                     | 1er              | [ 42 ] |

#### Saison 5 (2023)
| Épisode              | Diffusion             | Diffusion            | Audience moyenne          | Audience moyenne                       | Audience moyenne         | Audience moyenne | Réf.   |
| Épisode              | Jour                  | Horaire              | Nombre de téléspectateurs | Part de marché (sur les 4 ans et plus) | Part de marché (FRDA-50) | Classement       | Réf.   |
| -------------------- | --------------------- | -------------------- | ------------------------- | -------------------------------------- | ------------------------ | ---------------- | ------ |
| 1                    | Jeudi 19 janvier 2023 | 21:10 - 22:15        | 6 060 000                 | 28,5 %                                 | 23 %                     | 1er              | [ 43 ] |
| 2                    | Jeudi 26 janvier 2023 | 21:10 - 22:15        | 5 380 000                 | 26,5 %                                 | 26,3 %                   | 1er              | [ 44 ] |
| 3                    | Jeudi 2 février 2023  | 21:10 - 22:15        | 5 320 000                 | 25,8 %                                 | 29,9 %                   | 1er              | [ 45 ] |
| 4                    | Jeudi 9 février 2023  | 21:10 - 22:15        | 5 240 000                 | 25,2 %                                 | 27,1 %                   | 1er              | [ 46 ] |
| 5                    | Jeudi 16 février 2023 | 21:10 - 22:15        | 4 660 000                 | 21,2 %                                 | 22 %                     | 1er              | [ 47 ] |
| 6                    | Jeudi 23 février 2023 | 21:10 - 22:15        | 4 900 000                 | 23 %                                   | 23,7 %                   | 1er              | [ 48 ] |
|                      |                       |                      |                           |                                        |                          |                  |        |
| Moyenne de la saison | Moyenne de la saison  | Moyenne de la saison | 5 350 000                 | 25 %                                   | 25,3 %                   | 1er              | [ 49 ] |

#### Graphique
Audiences (en milliers de téléspectateurs) par saison
- Lancement
- Moyenne
- Finale
- Minimum
- Maximum

### Critiques
Sur Allociné, la série obtient par les spectateurs une moyenne de 3,8/5 dont 347 notes et 35 critiques.
Le magazine belge Moustique donne une critique très positive de la série : « Tomer Sisley incarne avec brio un médecin légiste peu soucieux des conventions. Savoureux. » La journaliste compare le duo formé par Raphaël Balthazar et Hélène Bach à celui formé par Teresa Lisbon et Patrick Jane dans la série américaine Mentalist. Lors de la diffusion de la deuxième saison, le magazine est nettement moins positif : « Si la réalisation est efficace et propose même de beaux effets, elle ne parvient pas à faire oublier le côté capillotracté de l'intrigue. Ce n'est pas gros, c'est énorme. Et les coups de pouce des défunts tournent aux grosses ficelles. » Les acteurs s'en tirent mieux : « Heureusement, il y a les acteurs. Tomer, évidemment, investi et charmeur [...]. Et Hélène, qui donne un peu d'épaisseur et de relief à son enquêtrice, allant jusqu'à sourire et à commettre quelques impairs. »
Balthazar est depuis 2018 la deuxième série ayant la plus forte audience en France, avec une audience hebdomadaire supérieure aux autres. Elle finit douzième série la plus vue en 2018 derrière Joséphine, ange gardien. En 2019, elle finit troisième programme le plus vu, avec une moyenne de 6,8 millions de téléspectateurs. Et, en 2020, elle finit deuxième aux séries les plus prédominantes, derrière Capitaine Marleau. Depuis 2018 , elle est la série numéro 1 de TF1 et l'objet le plus rentable du groupe TF1.

## Commercialisation en DVD
- Le 29 septembre 2021, sortie en DVD de la première saison.
- Le 29 septembre 2021, sortie en DVD de la deuxième saison.
- Le 5 janvier 2022, sortie en DVD de la troisième saison.
- Le 29 juin 2022, sortie en DVD de la quatrième saison.